# 鹿児島市民歌
「鹿児島市民歌」（かごしましみんか）は、日本の鹿児島県鹿児島市が1972年（昭和47年）に制定した市民歌である。作詞・高城俊男、補作・鹿児島市民歌制定委員会、作曲・中田喜直。

## 解説
鹿児島市では1926年（大正15年）に市章を制定した際、市歌の制定についても検討されたがこの時は「制定しても頻繁に歌われるものではない」との否定的意見が大勢を占めて見送られた。それから46年後の1972年（昭和47年）、市内の鴨池陸上競技場を主会場とする第27回太陽国体の開催を記念して市民歌が制定されることになり、歌詞の懸賞公募を実施する。応募総数は534篇で、制定委員会による審査を経て市内の小山田町に居住していた高城俊男（1916年 - 1997年）の応募作が採用され、中田喜直に作曲を依頼した。九州・沖縄地方の県庁所在地において、鹿児島市の市民歌制定はいずれも戦前から市歌を制定していた那覇市、熊本市、長崎市、福岡市、大分市、宮崎市に次ぎ8市中7番目であった。
制定意義は「鹿児島市民としての連帯感を高め、郷土に生きる喜びと将来の飛躍を象徴する歌」とされており1番で桜島、2番で錦江湾、3番で城山と市内の自然風景を取り上げているが、西郷隆盛を始めとした市にゆかりの人物を顕彰する要素は含まれていない。
制定時には市の制作によりソノシート（規格品番：T-4820）が配布されたが、市役所で貸し出しを行っているCDを始め現行の音源はボニージャックスによるカバーが主に使われる。市では用途を「市役所の始業時や市主催の各種イベントなど」としている他、2004年（平成16年）に編入合併された旧5町区域の支所を含めて正午に防災無線で演奏を行っている。鹿児島市に関連する楽曲としては市民歌の他に2019年（令和元年）の市制施行130周年記念楽曲「未来へつなぐ鹿児島」（作曲・吉俣良）がある。